# Скок мотком
Скок мотком је атлетска спортска дисциплина која подразумева употребу савитљиве мотке како би се прескочила лествица постављена на што већој висини. Скок мотком је једина дисциплина у којој се употребљава помагало како би се прескочила одређена висина. Како историчари тврде, порекло ове дисциплине можемо пратити до древних времена Старе Грчке. Постаје званична дисциплина 1812. године, у време одржавања првих атлетских сусрета у Енглеској, а појављује се и у шампионатима универзитета Кембриџ, 1857. Скок мотком је део олимпијског програма од првих Олимпијских игара 1896. Скок мотком за жене је постала олимпијска дисциплина у Сиднеју 2000.
Данашње мотке за скакање се израђују слагањем слојева фибергласа обложених пластиком око металног језгра. Фиберглас је материјал направљен од изузетно финих стаклених влакана која су ткана заједно како би се створио флексибилан и јак материјал. Обично се користи у грађевинарству, аутомобилској и поморској индустрији за стварање лаганих и издржљивих материјала.

## Светски рекорди на отвореном
Светски рекордер у конкуренцији мушкараца је Арманд Дуплантис који је 25. августа 2024. у Хожову прескочио 6,26 метара.
Светска рекордерка међу женама је Јелена Исинбајева која је 28. августа 2009. у Цириху прескочила 5,06 метара.

### Листа најбољих резултата у скоку мотком на отвореном за мушкарце
Ово је ранг листа атлетичара, који су на отвореном скакали мотком преко 6,00 метара са стањем на дан 16. новембар 2024. (Напомена: већина атлетичара је по неколико пута прекочило наведене висине. Приказан је само најбољи резултат сваког атлетичара.
| Ранг | Резултат | Атлетичар           | Националност     | Место                   | Датум               |
| ---- | -------- | ------------------- | ---------------- | ----------------------- | ------------------- |
| 1.   | 6,26     | Арманд Дуплантис    | Шведска          | Хожов, Пољска           | 25. август 2024.    |
| 2.   | 6,14     | Сергеј Бупка        | Украјина         | Сестријере, Италија     | 31. јул 1994.       |
| 3.   | 6,07     | Кејси Лајтфут       | Сједињене Државе | Нешвил, САД             | 2. јун 2023.        |
| 4.   | 6,06     | Сем Кендрикс        | Сједињене Државе | Де Мојн, САД            | 27. јул 2019.       |
| 5.   | 6,05     | Максим Тарасов      | Русија           | Атина, Грчка            | 16. јун 1999.       |
| 5.   | 6,05     | Дмитриј Марков      | Аустралија       | Едмонтон, Канада        | 9. август 2001.     |
| 5.   | 6,05     | Рено Лавилени       | Француска        | Јуџин, САД              | 27. мај 2015.       |
| 8.   | 6,04     | Бред Вокер          | Сједињене Државе | Јуџин, САД              | 8. јун 2008.        |
| 9.   | 6,03     | Окерт Бритс         | Јужна Африка     | Келн, Немачка           | 18. август 1995.    |
| 9.   | 6,03     | Џеф Хартвиг         | Сједињене Државе | Џоунсборо, САД          | 14. јун 2000.       |
| 9.   | 6,03     | Тијаго Браз         | Бразил           | Рио де Жанеиро, Бразил  | 15. август 2016.    |
| 12.  | 6,02     | Пјотр Лисек         | Пољска           | Монако                  | 12. јул 2019.       |
| 13.  | 6,01     | Игор Транденков     | Русија           | Санкт Петербург, Русија | 4. јул 1996.        |
| 13.  | 6,01     | Тимоти Мак          | Сједињене Државе | Монако                  | 18. септембар 2004. |
| 13.  | 6,01     | Јевгениј Лукјаненко | Русија           | Бидгошч, Пољска         | 1. јул 2008.        |
| 13.  | 6,01     | Бјерн Ото           | Немачка          | Ахен, Немачка           | 5. септембар 2012   |
| 17.  | 6,00     | Родион Гатаулин     | Совјетски Савез  | Токио, Јапан            | 16. септембар 1989. |
| 17.  | 6,00     | Тим Лобингер        | Немачка          | Келн, Немачка           | 24. август 1997.    |
| 17.  | 6,00     | Тоби Стивенсон      | Сједињене Државе | Модесто, САД            | 8. мај 2004.        |
| 17.  | 6,00     | Пол Бурџес          | Аустралија       | Перт, Аустралија        | 25. фебруар 2005.   |
| 17.  | 6,00     | Стивен Хукер        | Аустралија       | Перт, Аустралија        | 27. јануар 2008.    |
| 17.  | 6,00     | Тимур Моргунов      | АНА( Русија)     | Берлин, Немачка         | 12. август 2018.    |
| 17.  | 6,00     | Кристофер Нилсен    | Сједињене Државе | Су Фолс, САД            | 6. мај 2022.        |
| 17.  | 6,00     | Ернест Џон Обиена   | Филипини         | Берген, Норвешка        | 10. јун 2023.       |
| 17.  | 6,00     | Еманоули Каралис    | Грчка            | Хожов, Пољска           | 25. август 2024.    |

### Листа најбољих резултата у скоку мотком на отвореном за жене
Ово је ранг листа атлетичарки, које су на отвореном скакале мотком преко 4,80 метара са стањем на дан 16. новембар 2024. (Напомена: већина атлетичарки је по неколико пута прескочило ову висину, а приказан је само најбољи резултат.
| Ранг | Резултат | Атлетичарка           | Националност     | Место                         | Датум               |
| ---- | -------- | --------------------- | ---------------- | ----------------------------- | ------------------- |
| 1.   | 5,06     | Јелена Исинбајева     | Русија           | Цирих, Швајцарска             | 28. август 2009.    |
| 2.   | 5,01     | Анжелика Сидорова     | Русија           | Цирих, Швајцарска             | 9. септембар 2021.  |
| 3.   | 5,00     | Сенди Морис           | Сједињене Државе | Брисел, Белгија               | 9. септембар 2016.  |
| 4.   | 4,95     | Кејти Мун             | Сједињене Државе | Јуџин, САД                    | 26. јун 2021.       |
| 5.   | 4,94     | Елиза Макартни        | Нови Зеланд      | Јокгрим, Немачка              | 17. јул 2018.       |
| 6.   | 4,93     | Џенифер Сур           | Сједињене Државе | Остин, САД                    | 14. април 2018.     |
| 7.   | 4,92     | Моли Кодери           | Велика Британија | Тулуз, Француска              | 22. јун 2024.       |
| 8.   | 4,91     | Јарислеј Силва        | Куба             | Бекум, Немачка                | 2. август 2015.     |
| 8.   | 4,91     | Катерина Стефаниди    | Грчка            | Лондон, Велика Британија      | 6. август 2017.     |
| 10.  | 4,90     | Холи Бредшо           | Велика Британија | Манчестер, Велика Британија   | 26. јун 2021.       |
| 10.  | 4,90     | Нина Кенеди           | Аустралија       | Будимпешта, Мађарска          | 23. август 2023.    |
| 12.  | 4,88     | Светлана Феофанова    | Русија           | Ираклион, Грчка               | 4. јул 2004.        |
| 12.  | 4,88     | Анџелика Мозер        | Швајцарска       | Монако                        | 12. јул 2024.       |
| 14.  | 4,87     | Фабијана Мурер        | Бразил           | Сао Бернардо до Кампо, Бразил | 3. јул 2016.        |
| 15.  | 4,85     | Вилма Мурто           | Финска           | Минхен, Немачка               | 17. август 2022.    |
| 16.  | 4,83     | Стејси Драгила        | Сједињене Државе | Острава, Чешка                | 8. јун 2004.        |
| 16.  | 4,83     | Ана Роговска          | Пољска           | Брисел, Белгија               | 26. август 2005.    |
| 16.  | 4,83     | Николета Киријакопулу | Грчка            | Париз, Француска              | 4. јул 2015.        |
| 16.  | 4,83     | Михаела Мајер         | Шведска          | Норћепинг, Шведска            | 1. август 2020.     |
| 20.  | 4,82     | Моњика Пирек          | Пољска           | Штутгарт, Немачка             | 22. септембар 2007. |
| 20.  | 4,82     | Зилке Шпигелбург      | Немачка          | Монако                        | 20. јул 2012.       |
| 20.  | 4,82     | Алиша Њумен           | Канада           | Париз, Француска              | 24. август 2019.    |
| 23.  | 4,81     | Алана Бојд            | Аустралија       | Острава, Чешка                | 12. јун 2008.       |
| 23.  | 4,81     | Тина Шутеј            | Словенија        | Јуџин, САД                    | 16. септембар 2023. |
| 25.  | 4,80     | Фабијана Штруц        | Немачка          | Тегу, Јужна Кореја            | 30. август 2011.    |
| 25.  | 4,80     | Анџелика Бенгтсон     | Шведска          | Доха, Катар                   | 29. септембар 2019. |
| 25.  | 4,80     | Полина Кнороз         | Русија           | Казањ, Русија                 | 15. јун 2024.       |

### Рекорди у скоку мотком на отвореном — мушкарци
(стање на дан 16. новембар 2024.)
| Рекорд                 | Резултат | Атлетичарка          | Националност                    | Место                  | Датум            |
| ---------------------- | -------- | -------------------- | ------------------------------- | ---------------------- | ---------------- |
| Светски рекорд         | 6,26     | Арманд Дуплантис     | Шведска                         | Хожов, Пољска          | 25. август 2024. |
| Олимпијски рекорд      | 6,25     | Арманд Дуплантис     | Шведска                         | Сен Дени, Француска    | 5. август 2024.  |
| Афрички рекорд         | 6,03     | Окерт Бритс          | Јужна Африка                    | Келн, Немачка          | 18. август 1995. |
| Азијски рекорд         | 6,00     | Ернест Џон Обиена    | Филипини                        | Берген, Норвешка       | 10. јун 2023.    |
| Северноамерички рекорд | 6,07     | Кејси Лајтфут        | Сједињене Државе                | Нешвил, САД            | 2. јун 2023.     |
| Јужноамерички рекорд   | 6,03     | Тијаго Браз да Силва | Бразил                          | Рио де Жанеиро, Бразил | 15. август 2016. |
| Европски рекорд        | 6,26     | Арманд Дуплантис     | Шведска                         | Хожов, Пољска          | 25. август 2024. |
| Океанијски рекорд      | 6,05     | Дмитриј Марков       | Аустралија                      | Едмонтон, Канада       | 9. август 2001.  |
| Рекорд Србије          | 5,30     | Милош Савић          | Србија · АК Војводина, Нови Сад | Лондон, Канада         | 23. јун 2019.    |

### Рекорди у скоку мотком на отвореном — жене
(стање на дан 16. новембар 2024.)
| Рекорд                 | Резултат | Атлетичарка            | Националност              | Место                         | Датум              |
| ---------------------- | -------- | ---------------------- | ------------------------- | ----------------------------- | ------------------ |
| Светски рекорд         | 5,06     | Јелена Исинбајева      | Русија                    | Цирих, Швајцарска             | 28. август 2009.   |
| Олимпијски рекорд      | 5,05     | Јелена Исинбајева      | Русија                    | Пекинг, Кина                  | 18. август 2008.   |
| Афрички рекорд         | 4,42     | Елмари Геритс          | Јужна Африка              | Везел, Немачка                | 12. јун 2000.      |
| Азијски рекорд         | 4,72     | Ли Линг                | Кина                      | Шангај, Кина                  | 18. мај 2019.      |
| Северноамерички рекорд | 5,00     | Сенди Морис            | Сједињене Државе          | Брисел, Белгија               | 9. септембар 2016. |
| Јужноамерички рекорд   | 4,87     | Фабијана Мурер         | Бразил                    | Сао Бернардо до Кампо, Бразил | 3. јул 2016.       |
| Европски рекорд        | 5,06     | Јелена Исинбајева      | Русија                    | Цирих, Швајцарска             | 28. август 2009.   |
| Океанијски рекорд      | 4,94     | Елиза Макартни         | Нови Зеланд               | Јокгрим, Немачка              | 17. јул 2018.      |
| Рекорд Србије          | 4,25     | Јелена Радиновић Васић | Србија · АК Црвена звезда | Сремска Митровица, Србија     | 19. август 2011.   |

## Светски рекорди у дворани
Светски рекордер у конкуренцији мушкараца је Арманд Дуплантис који је 25. фебруара 2023. у дворани у Клермон Ферану прескочио 6,22 метара. Светска рекордерка међу женама је Џенифер Сур која је 30. јануара 2016. у дворани у Брокпорту (Њујорк) прескочила 5,03 метра.

### Листа најбољих резултата у скоку мотком у дворани — мушкарци
Ово је ранг листа атлетичара, који су у дворани скакали мотком преко 6,00 метара са стањем на дан 16. новембар 2024. (Напомена: већина атлетичара је по неколико пута прескочило наведене висине. Приказан је само најбољи резултат сваког атлетичара.
| Ранг | Резултат | Атлетичар        | Националност     | Место                    | Датум             |
| ---- | -------- | ---------------- | ---------------- | ------------------------ | ----------------- |
| 1.   | 6,22     | Арманд Дуплантис | Шведска          | Клермон Феран, Француска | 25. фебруар 2023. |
| 2.   | 6,16     | Рено Лавилени    | Француска        | Доњецк, Украјина         | 15. фебруар 2014. |
| 3.   | 6,15     | Сергеј Бупка     | Украјина         | Доњецк, Украјина         | 21. фебруар 1993. |
| 4.   | 6,06     | Стивен Хукер     | Аустралија       | Бостон, САД              | 7. фебруар 2009.  |
| 5.   | 6,05     | Кристофер Нилсен | Сједињене Државе | Руан, Француска          | 5. март 2022.     |
| 6.   | 6,02     | Родион Гатаулин  | Совјетски Савез  | Гомељ, Белорусија        | 4. фебруар 1989.  |
| 6.   | 6,02     | Џеф Хартвиг      | Сједињене Државе | Зинделфинген, Немачка    | 10. март 2002.    |
| 8.   | 6,01     | Сем Кендрикс     | Сједињене Државе | Руан, Француска          | 8. фебруар 2020.  |
| 9.   | 6,00     | Максим Тарасов   | Русија           | Будимпешта, Мађарска     | 5. фебруар 1999.  |
| 9.   | 6,00     | Жан Галфион      | Француска        | Маебаши, Јапан           | 6. март 1999.     |
| 9.   | 6,00     | Дани Екер        | Немачка          | Дортмунд, Немачка        | 11. фебруар 2001. |
| 9.   | 6,00     | Шонаси Барбер    | Канада           | Рино, САД                | 15. јануар 2016.  |
| 9.   | 6,00     | Кејси Лајтфут    | Сједињене Државе | Лабок, САД               | 13. фебруар 2021. |
| 9.   | 6,00     | Сондре Гутормсен | Норвешка         | Албукерки, САД           | 10. март 2023.    |

### Листа најбољих резултата у скоку мотком у дворани — жене
Ово је ранг листа атлетичарки, које су у дворани скакале мотком преко 4,80 метара са стањем на дан 16. новембар 2024. (Напомена: већина атлетичарки је по неколико пута прекочило наведене висине. Приказан је само најбољи резултат сваке атлетичарке).
| Пласман | Резултат | Атлетичарка           | Националност     | Место                       | Датум             |
| ------- | -------- | --------------------- | ---------------- | --------------------------- | ----------------- |
| 1.      | 5,03     | Џенифер Сур           | Сједињене Државе | Брокпорт (Њујорк), САД      | 30. јануар 2016.  |
| 2.      | 5,01     | Јелена Исинбајева     | Русија           | Стокхолм, Шведска           | 23. фебруар 2012. |
| 3.      | 4,95     | Сенди Морис           | Сједињене Државе | Портланд, САД               | 12. март 2016.    |
| 3.      | 4,95     | Анжелика Сидорова     | Русија           | Москва, Русија              | 29. фебруар 2020. |
| 5.      | 4,94     | Кејти Мун             | Сједињене Државе | Маријета, САД               | 11. јун 2021.     |
| 6.      | 4,91     | Нина Кенеди           | Аустралија       | Цирих, Швајцарска           | 30. август 2023.  |
| 7.      | 4,90     | Катерина Стефаниди    | Грчка            | Њујорк, САД                 | 20. фебруар 2016. |
| 7.      | 4,90     | Деми Пејн             | Сједињене Државе | Њујорк, САД                 | 20. фебруар 2016. |
| 9.      | 4,87     | Холи Блездејл         | ВБ               | Вилербан, Француска         | 20. јануар 2012.  |
| 10.     | 4,86     | Моли Кодери           | ВБ               | Руан, Француска             | 24. фебруар 2024. |
| 11.     | 4,85     | Светлана Феофанова    | Русија           | Пеанија, Грчка              | 22. фебруар 2004. |
| 11.     | 4,85     | Ана Роговска          | Пољска           | Париз, Француска            | 6. март 2011.     |
| 13.     | 4,84     | Елиза Макартни        | Нови Зеланд      | Лијевен, Француска          | 10. фебруар 2024. |
| 14.     | 4,83     | Фабијана Мурер        | Бразил           | Бирмингем, Велика Британија | 20. фебруар 2010. |
| 14.     | 4,83     | Алиша Њумен           | Канада           | Клермон Феран, Француска    | 22. фебруар 2024. |
| 16.     | 4,82     | Јарислеј Силва        | Куба             | Де Мојн, САД                | 24. април 2013.   |
| 16.     | 4,82     | Тина Шутеј            | Словенија        | Острава, Чешка              | 2. фебруар 2023.  |
| 18.     | 4,81     | Стејси Драгила        | Сједињене Државе | Будимпешта, Мађарска        | 6. март 2004.     |
| 18.     | 4,81     | Николета Киријакопулу | Грчка            | Стокхолм, Шведска           | 17. фебруар 2016. |
| 18.     | 4,81     | Анџелика Бенгтсон     | Шведска          | Клермон Феран, Француска    | 24. фебруар 2019. |
| 18.     | 4,81     | Полина Кнороз         | Русија           | Клермон Феран, Француска    | 19. фебруар 2022. |
| 18.     | 4,81     | Вилма Мурто           | Финска           | Куортане, Финска            | 6. јануар 2024.   |
| 23.     | 4,80     | Никол Бихлер          | Швајцарска       | Портланд, САД               | 17. март 2016.    |
| 23.     | 4,80     | Ирина Жук             | Белорусија       | Лијевен, Француска          | 17. фебруар 2022. |

### Рекорди у скоку мотком у дворани — мушкарци
(стање на дан 16. новембар 2024.)
| Рекорд                 | Резултат | Атлетичар            | Националност                    | Место                    | Датум             |
| ---------------------- | -------- | -------------------- | ------------------------------- | ------------------------ | ----------------- |
| Светски рекорд         | 6,22     | Арманд Дуплантис     | Шведска                         | Клермон Феран, Француска | 25. фебруар 2023. |
| Европски рекорд        | 6,22     | Арманд Дуплантис     | Шведска                         | Клермон Феран, Француска | 25. фебруар 2023. |
| Северноамерички рекорд | 6,05     | Кристофер Нилсен     | Сједињене Државе                | Руан, Француска          | 5. март 2022.     |
| Јужноамерички рекорд   | 5,95     | Тијаго Браз да Силва | Бразил                          | Београд, Србија          | 20. март 2022.    |
| Афрички рекорд         | 5,90     | Окерт Бритс          | Јужна Африка                    | Лијевен, Француска       | 16. фебруар 1997. |
| Азијски рекорд         | 5,93     | Ернест Џон Обиена    | Филипини                        | Берлин, Немачка          | 23. фебруар 2024. |
| Океанијски рекорд      | 6,06     | Стивен Хукер         | Аустралија                      | Бостон, САД              | 7. фебруар 2009.  |
| Рекорд Србије          | 5,21     | Ђорђе Мијаиловић     | Србија · АК Војводина, Нови Сад | Београд, Србија          | 1. март 2016.     |

### Рекорди у скоку мотком у дворани — жене
(стање на дан 16. новембар 2024.)
| Рекорд                 | Резултат | Атлетичарка            | Националност              | Место                           | Датум             |
| ---------------------- | -------- | ---------------------- | ------------------------- | ------------------------------- | ----------------- |
| Светски рекорд         | 5,03     | Џенифер Сур            | Сједињене Државе          | Брокпорт (Њујорк), САД          | 30. јануар 2016.  |
| Афрички рекорд         | 4,41     | Елмари Геритс          | Јужна Африка              | Бирмингем, Уједињено Краљевство | 20. фебруар 2000. |
| Азијски рекорд         | 4,70     | Ли Линг                | Кина                      | Доха, Катар                     | 19. фебруар 2016. |
| Северноамерички рекорд | 5,03     | Џенифер Сур            | Сједињене Државе          | Брокпорт (Њујорк), САД          | 30. јануар 2016.  |
| Јужноамерички рекорд   | 4,83     | Фабијана Мурер         | Бразил                    | Невер, Француска                | 7. фебруар 2015.  |
| Европски рекорд        | 5,01     | Јелена Исинбајева      | Русија                    | Стокхолм, Шведска               | 23. фебруар 2009. |
| Океанијски рекорд      | 4,91     | Нина Кенеди            | Аустралија                | Цирих, Швајцарска               | 30. август 2023.  |
| Рекорд Србије          | 4,11     | Јелена Радиновић Васић | Србија · АК Црвена звезда | Линц, Аустрија                  | 12. фебруар 2011. |

## Освајачи медаља у скоку мотком на највећим такмичењима

### Олимпијске игре
- Жене
- Мушкарци

### Светска првенства (на отвореном)
- Жене
- Мушкарци

### Светска првенства (у дворани)
- Жене
- Мушкарци

## Развој рекорда
- Развој светског рекорда у скоку мотком на отвореном за жене
- Развој светског рекорда у скоку мотком на отвореном за мушкарце

## Снимци
- Светски рекорд Арманда Дуплантиса 6,26 метара (2024)
- Светски рекорд Јелене Исинбајеве 5,06 метара (2009)